# Hupišna
Hupišna va ser una ciutat hitita situada a l'extrem nord-oest de Cilícia (llavors Adaniya), que ja pertanyia a l'Imperi Hitita en temps de Labarnas I. En època clàssica s'anomenava Heraclea Cibistra.